# Isaac Azcuy Oliva
Isaac Azcuy Oliva (né le 3 juin 1953 à Pinar del Río) est un judoka cubain. Il participe aux Jeux olympiques d'été de 1980 dans la catégorie des poids moyens et remporte la médaille d'argent.

## Palmarès

### Jeux olympiques
- Jeux olympiques de 1980 à Moscou,  Union soviétique
  -  Médaille d'argent.